# Acid tiaprofenic
Acidul tiaprofenic sau tiaprofen este un antiinflamator nesteroidian din clasa derivaților de acid aril-propionic, utilizat ca antiinflamator, analgezic și antipiretic. Prin utilizare cronică, poate induce cistită severă. Molecula a fost patentată în anul 1969 și a fost aprobată pentru uz medical în 1981.